# Amédée de Broglie
Pour les articles homonymes, voir Broglie.
Pour les autres membres de la famille, voir Maison de Broglie.
Victor-Amédée-Marie, prince de Broglie, est un militaire et homme politique français né à  Broglie (Eure) le 23 octobre 1772 et mort au château de Rânes (Orne) le 23 décembre 1851.

## Biographie
Dernier des enfants de Victor-François de Broglie (1718-1804), 2e duc de Broglie, lieutenant-général des armées du Roi, maréchal de France, et de Louise Crozat de Thiers, sa seconde épouse, Amédée de Broglie est baptisé plus d'un an après sa naissance, le 21 février 1774 à Paris, paroisse Saint Sulpice .
Il est d'abord destiné à l'Église, mais la Révolution française le voit émigrer en Allemagne avec sa famille. Il s'enrôle dans l'armée des princes, dans le « régiment des cocardes blanches », commandé par son père.
Après la mort de son frère en 1794, il devient colonel de ce régiment. Il fait campagne en 1796 et 1797 dans l'armée des alliés, reçoit la croix de chevalier de Saint-Louis en 1799.
Nommé gentilhomme d'honneur du duc d'Angoulême, il est promu maréchal de camp à l'occasion du mariage de ce prince en 1799.
Il rentre en France sous le Consulat, puis se marie en 1801.
En 1813, il refuse le commandement d'un régiment de gardes d'honneur que lui offrait Napoléon Ier.
À la Première Restauration, il est nommé inspecteur de la cavalerie. Retiré dans l'Orne pendant les Cent-Jours, il est chargé, après la Seconde Restauration, de licencier les fédérés de Normandie.
Le 22 août 1815, le collège électoral du département de l'Orne l'élit député. Il prend place dans les rangs de la droite modérée.
Réélu le 20 septembre 1817, il est un soutien inébranlable du gouvernement. Aux élections du 25 février 1824, il est battu dans le 3e arrondissement électoral de l'Orne (Argentan) et quitte définitivement la vie politique.
Il est fait chevalier de l'ordre du Saint-Esprit lors de la dernière promotion, le 31 mai 1830.
Admis à la retraite comme maréchal de camp le 10 octobre 1835, il se retire dans son château de Rânes.

### Mariage et descendance
Il épouse à Versailles le 20 novembre 1801 Geneviève de Montreuil (Neuilly le Vendin, 18 octobre 1774 - 22 juillet 1839), fille de Charles Claude Olivier de Montreuil, baron de Montreuil, et de Marie Louise Victoire d'Argouges. Restée fille unique, elle lui apporte notamment le château de Rânes, où ils habiteront ensemble. Dont une fille :
- Victorine de Broglie (Rânes, 7 août 1802 - 24 mai 1855), mariée en 1821 avec Charles Alphonse de Berghes Saint Winock, prince puis duc de Berghes, pair de France en 1827 (1791-1864).